# 김도우 (작가)
김도우는 대한민국의 텔레비전 드라마 작가이다. 1997년 SBS 70분드라마  《삼십세》로 작가 데뷔를 했고, 이후 단편 드라마를 써오다가 2003년 처제와 형부의 사랑 이야기로 논란이 많았던 드라마 《눈사람》을 썼으며, 특히 2005년 대한민국을 들끓게 했던 《내 이름은 김삼순》으로 일약 스타작가가 되었다. 이후 《여우야 뭐하니》로 또다시 30대 여성의 이야기를 대본으로 풀어나갔다. 또한 30대 싱글 여성들에게 공감을 얻으며 그녀의 작품을 기다리는 많은 고정팬들을 거느리고 있다.

## 집필 작품
- SBS 70분드라마 《삼십세》[1] (1997년 7월 6일)
- SBS 70분드라마 《수취인 없음》[2] (1997년 8월 31일)
- SBS 70분드라마 《토큰박스》[3] (1997년 11월 14일)
- SBS 드라마스페셜 《옛사랑의 그림자》(8부작)[4] (1998년 2월 25일 ~ 1998년 3월 19일)
- KBS 드라마시티 《Thanks to》 (2001년 11월 4일)
- SBS 오픈드라마 남과 여 《왜 남자는 어린 여자에게 집착하는가?》[5] (2001년 1월 8일)
- SBS 오픈드라마 남과 여 《사랑에 미치다》[6] (2001년 1월 15일)
- SBS 오픈드라마 남과 여 《친구의 아내를 사랑하다》[7] (2001년 1월 29일)
- SBS 오픈드라마 남과 여 《다시 사랑할 수 있을까요?》[8] (2001년 2월 5일)
- MBC 수목드라마 《눈사람》 (2003년 1월 8일 ~ 2003년 3월 6일)
- MBC 베스트극장 《액션배우 정맑음》 (2004년 9월 17일)[9]
- MBC 수목드라마 《내 이름은 김삼순》 (2005년 6월 1일 ~ 2005년 7일 21일)
- MBC 수목드라마 《여우야 뭐하니!》 (2006년 9월 20일 ~ 2006년 11월 9일)
- tvN 주간드라마 《인어이야기》(4부작) (2007년 1월 17일 ~ 2007년 1월 24일)
- MBC 수목드라마 《나도, 꽃!》 (2011년 11월 9일 ~ 2011년 12월 28일)
- tvN 월화드라마 《일리있는 사랑》 (2014년 12월 1일 ~ 2015년 2월 3일)

## 수상
- 1996년 SBS 창사기념 극본공모 가작 - 삼십세
- 2006년 제42회 백상예술대상 방송부문 극본상 - 내 이름은 김삼순

## 같이 보기
- MBC 베스트극장
- KBS 드라마시티
- MBC 수목 미니시리즈
- SBS 드라마 스페셜